# Saarijouttiselkä
Saarijouttiselkä är en kulle i Finland. Den ligger i Rovaniemi i landskapet Lappland, i den norra delen av landet, 700 km norr om huvudstaden Helsingfors. Toppen på Saarijouttiselkä är 303 meter över havet, eller 83 meter över den omgivande terrängen. Bredden vid basen är 6,1 km. Saarijouttiselkä ligger vid sjön Saarijärvi.
Terrängen runt Saarijouttiselkä är huvudsakligen platt. Runt Saarijouttiselkä är det mycket glesbefolkat, med 2 invånare per kvadratkilometer. Det finns inga samhällen i närheten. 